# Ventrosa
Ventrosa település Spanyolországban, La Rioja autonóm közösségben. Ventrosa Montenegro de Cameros, Viniegra de Arriba, Viniegra de Abajo, Anguiano és Brieva de Cameros községekkel határos. Lakosainak száma 51 fő (2024).

## Népesség
A település népessége az elmúlt években az alábbi módon változott:
| Lakosok száma | 92   | 82   | 65   | 58   | 70   | 65   | 54   | 56   | 53   | 51   |
|               | 2001 | 2004 | 2007 | 2009 | 2012 | 2014 | 2017 | 2019 | 2022 | 2024 |